# British Independent Film Awards 2016
19. ročník předávání cen British Independent Film Awards se konal dne 4. prosince 2016. Nominace byly oznámeny dne 1. listopadu 2016.

## Vítězové a nominovaní

### Nejlepší film
American Honey
- Couple in a Hole
- Já, Daniel Blake
- Poznámky o slepotě
- Zahaleni stínem

### Nejlepší režisér
Andrea Arnold – American Honey
- Babak Anvari – Zahaleni stínem
- Ben Wheatley – Křížová palba
- James Spinney a Peter Middleton – Poznámky o slepotě
- Ken Loach – Já, Daniel Blake

### Nejlepší scénář
Babak Anvari – Zahaleni stínem
- Rachel Tunnard – Adult Life Skills
- Andrea Arnold – American Honey
- Christopher Hyde a Billy O'Brien – I Am Not a Serial Killer
- Paul Laverty – Já, Daniel Blake

### Nejlepší herec v hlavní roli
Dave Johns – Já, Daniel Blake
- Max Records – I Am Not a Serial Killer
- Michael Fassbender – Proti vlastní krvi
- Shia LaBeouf – American Honey
- Steven Brandon – My Feral Heart

### Nejlepší herečka v hlavní roli
Sasha Lane – American Honey
- Hayley Squires – Já, Daniel Blake
- Jodie Whittaker – Adult Life Skills
- Kate Dickie – Couple in a Hole
- Narges Rashidi – Zahaleni stínem

### Nejlepší herec ve vedlejší roli
Brett Goldstein – Adult Life Skills
- Arinzé Kene – Přihrávka
- Christopher Lloyd – I Am Not a Serial Killer
- Jamie Dornan – Antrhopoid
- Sean Harris – Proti vlastní krvi

### Nejlepší herečka ve vedlejší roli
Avin Manshadi – Zahaleni stínem
- Gemma Arterton – Nejnadanější dívka
- Naomie Harris – Our Kind of Traitor
- Shana Swash – My Feral Heart
- Terry Pheto – Spojené království

### Nejlepší dokument
Poznámky o slepotě
- Tanečník
- The Confession
- The Hard Stop
- Versus: Život a dílo Kena Loache

### Nejlepší nezávislý cizojazyčný film
Moonlight
- Hon na pačlověky
- Mustang
- Místo u moře
- Toni Erdmann

### Nejlepší krátkometrážní film
Jacked
- Mother
- Over
- Rate Me
- Za špatný konec

### Nejlepší nováček
Hayley Squires – Já, Daniel Blake
- Dave Johns – Já, Daniel Blake
- Steven Brandon – My Feral Heart
- Sennia Nanua – Nejnadanější dívka
- Letitia Wright – Urban Hymn

### Nejlepší debutový scénář
Rachel Tunnard – Adult Life Skills
- John Cairns a Michael McCartney – Mlžení
- Simon Farnaby a Julian Barratt – Mindhorn
- Hope Dickson Leach –The Levellin
- Ed Talfan – Yr Ymadawiad

### Objev roku – producent
Camille Gatin – Nejnadanější dívka
- Michael Berliner – Adult Life Skills
- Mike Brett, Jo Jo Ellison a Steve Jamison – Poznámky o slepotě
- Dionne Walker – The Hard Stop
- Paul Fegan – Where You're Meant to Be

### Discovery Award
Robbie Ryan – American Honey (kamera)
- Shaheen Baig – Křížová palba (casting)
- Joakim Sundström – Poznámky o slepotě (zvuk)
- Paul Monaghan a Mat Whitecross – Oasis: Supersonic (střih)
- Sebastian Baker – Nejnadanější dívka (vizuální efekty)

### Ocenění Douglase Hickoxa
Babak Anvari – Zahaleni stínem
- Rachel Tunnard – Adult Life Skills
- James Spinney a Peter Middleton – Poznámky o slepotě
- Alice Lowe – Nenarozená pomsta
- Adam Smith – Proti vlastní krvi

### Ocenění Raindance
Mastnej škrtič
- Black Mountain Poets
- Gozo
- The Darkest Universe
- The Ghoul

### Ocenění Richarda Harrise
Alison Steadman

### Ocenění Variety
Naomie Harris